# ’Round Springfield
«’Round Springfield» (с англ. — «Вокруг Спрингфилда») — двадцать вторая серия шестого сезона мультсериала «Симпсоны». Включает в себя второе по счёту появление Рона Тейлора и Стива Аллена в качестве приглашённых гостей. Также в этой серии впервые умирает персонаж, не один раз появившийся в сериале. Название серии — отсылка к произведению знаменитого пианиста Телониуса Монка «’Round Midnight» и одноимённому фильму 1986 года о непризнанном джаз-музыканте (русское название — «Около полуночи»).

## Сюжет
Барт случайно съедает сувенирное металлическое кольцо из коробки хлопьев «Красти-О» и чувствует себя плохо в день проведения важного теста по истории. Вся семья, кроме Лизы, думает, что он притворяется, и Барт всё же идёт в школу. Мисс Крабаппл не сразу отпускает его с урока, а кухарка Дорис, из-за недостаточного финансирования по совместительству исполняющая обязанности школьной медсестры, не может оказать ему помощь, и мальчик падает в обморок. Он приходит в сознание в больнице, где доктор Хибберт собирается вырезать ему аппендикс. Операция проходит удачно и Лиза рада, что с братом всё в порядке. Уйдя из его палаты, она слышит звуки саксофона, по которым находит Мерфи Кровавые Дёсны. Они долго разговаривают, а потом играют вместе песню Кэрол Кинг «Jazzman», после чего Мерфи дарит девочке на счастье свой инструмент.
Вечером в школе проходит концерт: большинство оркестрантов лежат в больнице, потому что по их просьбе доктор Хибберт вырезает им аппендикс, и концерт на грани провала. Но великолепным соло на саксофоне Мерфи Лиза вызывает овации зала. Она бежит в больницу, чтобы рассказать своему кумиру об успехе, но медсестра говорит девочке, что он умер. Лиза очень переживает, что не успела сказать Мерфи, что он для неё значил. Она хочет, чтобы весь город узнал, каким талантливым был Кровавые Дёсны, и пытается найти его альбом, чтобы одна из его песен прозвучала на местном радио. На отсуженные у Красти деньги Барт покупает этот диск для Лизы, потому что она была единственной, кто поверил, что у него действительно болит живот. После того, как мелодия играет по радио, Мерфи появляется в виде облака и прощается с Лизой, они играют вместе в последний раз ту же песню, что и в больнице.

## Прошлое Мерфи
В этой серии много рассказано о прошлом Мерфи:
- Его наставником в музыке был «Слепой» Вилли Уизерспун, который 30 лет играл на зонтике вместо саксофона, и никто ему об этом не сказал, потому что это считалось забавным.
- Он записал всего один альбом, «Сакс на пляже», который продавался довольно успешно. Цена на этот альбом в магазине «Подземелье андроида» составляла $250, но узнав о смерти Мерфи, Продавец Комиксов её удвоил.
- В своём «Вечернем шоу» Стив Аллен представляет его как великолепного музыканта, вдохновившего его на написание стихов. Показанные книги Стива Аллена:
  - «Как любить Стива Аллена»
  - «Счастье — это голый Стив Аллен»
  - «Поездка к центру Стива Аллена»
  - «Книга о вкусном и здоровом Стиве Аллене»
- В 1986 году Мерфи был гостем на «Косби шоу».

## Создание серии
Это первая смерть неоднократно появлявшегося персонажа в сериале. Создатели сочли, что такое развитие событий даёт большой простор в выражении чувств и переживаний героев, особенно Лизы. Убить кого-то из основных персонажей было невозможно; это отметил Эл Джин в DVD-комментариях к шестому сезону: «Мы не хотели убивать кого-то из персонажей вроде мистера Бёрнса, которых мы и дальше, разумеется, хотели видеть в шоу». В тех же комментариях Майк Рейсс сказал, что много лет был за то, чтобы убить маму Мардж, но смерть Мерфи показалась ему лучшей идеей.
Что касается подсюжета про болезнь Барта, отец Рейсса, будучи доктором, заявил, что «нельзя получить аппендицит, съев кусочек металла».
Рейсс и Джин думали, что серия будет очень успешной и получит много наград, именно поэтому они указали себя в списке сценаристов, но эпизод не удостоился никаких премий.
Смерть Мёрфи стала одним из немногих случаев, когда «Симпсоны» не сохранили свой статус кво, убрав повторяющегося персонажа. Тем не менее его изображение осталось в полной версии заставки сериала и даже появилось в версии с живыми актёрами (можно увидеть в серии «Homer Simpson, This Is Your Wife»).

## Интересные факты и культурные отсылки
- Спонсором шоу Красти в этой серии является фармацевтическая компания, производящая препарат «Перкадан».
- На шестой странице устава школы есть пункт «Учитель не виноват, если Барт Симпсон умрёт».
- Мо продаёт пиво в больнице под вывеской «Центр ретоксикации».
- Плакат на Спрингфилдской школе гласит: «Сегодня концерт школьного оркеста. Билетов нет. Завтра — Барбра Стрейзанд, билеты ещё есть».
- На плече Гомера есть татуировка с надписью «Starland vocal band».
- Это первый эпизод, в котором одному из членов семьи Симпсонов извлекают орган. В данном случае Барту удаляют аппендикс из-за аппендицита, вызванного употреблением в пищу сувенирного металлического кольца из коробки хлопьев «Красти-О».
- Ганс Молман ведёт утреннюю передачу на радиостанции KJAZZ.
- Появление Мерфи из облаков — пародия на мультфильм «Король Лев», для усиления эффекта вместе с ним появляются Муфаса, Дарт Вейдер и Джеймс Эрл Джонс, озвучивавший этих персонажей.
- Оговорка Муфасы «Ты отомстишь за меня Кимба» не случайна, это отсылка к аниме Kimba the White Lion, являющимся прототипом мультфильма «Король Лев».